# Elpidio Quirino
Elpidio Rivera Quirino (Vigan, 16 novembre 1890 – Quezon City, 29 febbraio 1956) è stato un politico filippino.
È stato il sesto Presidente delle Filippine dal 1948 al 1953 e secondo Presidente della Terza Repubblica filippina. A lui è intitolata la Provincia di Quirino nella regione della Valle di Cagayan.

## Biografia
Nato nella regione di Ilocos Sur da Mariano Quirino, ufficiale dell'Esercito Spagnolo di stanza nelle Filippine e da Gregoria Rivera, dopo un periodo trascorso nei luoghi di origine della madre, nel 1904 si trasferì nuovamente con la famiglia nella sua terra natale dove completò gli studi superiori che proseguì a Manila dove frequentò la Manila High School e dove infine si laureò in legge nel 1915 presso la Università delle Filippine. Dopo la laurea si impiegò alla Commissione Filippina, l'allora camera alta legislativa del Paese; nel 1916 la Commissione si trasformò nel Senato filippino dove Quirino venne scelto da Manuel Quezon come segretario personale.
Nel 1919 venne eletto rappresentante per la Camera nel distretto di Ilocos Sur, elezione che diede il via alla sua lunga successiva carriera politica che lo portò alla Presidenza del Paese
Nel 1921 si sposò con Alicia Syquia da cui ebbe quattro figli: tre di essi sarebbero stati, insieme alla madre, fra le vittime del massacro di Manila del febbraio 1945, perpetrato dalla truppe giapponesi prima della ritirata nipponica dalla capitale filippina.
Nel 1925, all'età di 35 anni, Quirino divenne Senatore e fu rieletto per altri 6 anni di mandato nel 1931; nel 1934 fece parte della delegazione per l'indipendenza delle Filippine capeggiata dall'allora Presidente Manuel Quezon che venne inviata a Washington per trattare l'indipendenza filippina dagli Stati Uniti che sarebbe stata raggiunta il 4 luglio 1946 con il Tydings-McDuffie Act.
Dopo la guerra servì come Segretario degli Affari Esteri e come vicepresidente delle Filippine sotto la presidenza di Manuel Roxas, primo Presidente delle Filippine libere e indipendenti; quando Roxas morì il 15 aprile 1948, Quirino gli succedette e venne rieletto alla Presidenza l'anno successivo con il Partido Liberal, sconfiggendo il candidato del Partido Nacionalista, Jose Laurel.
I sei anni della Presidenza di Quirino furono spesi principalmente nella ricostruzione post-bellica del Paese, nella lotta alla secolare corruzione degli amministratori, nella gestione degli aiuti economici elargiti dagli Americani a riparazione degli enormi danni provocati durante la guerra e nella preparazione di un piano industriale di rimodernamento generale del Paese per il quale Quirino è tuttora riconosciuto con l'appellativo di "padre dell'industrializzazione filippina."
Nel 1953 Quirino tentò la rielezione a Presidente ma fu sconfitto da Ramon Magsaysay. Morì a Quezon City il 29 febbraio 1956 e riposa al Manila South Cemetery a Makati.